# Brewster (Minnesota)
Brewster – miasto w Stanach Zjednoczonych, w stanie Minnesota, w hrabstwie Nobles.